# Sister Mary Leo
Dame Sister Mary Leo, bürgerlicher Name: Kathleen Agnes Niccol RSM, DBE  (* 3. April 1895 im Stadtteil Devonport von Auckland, Neuseeland; † 5. Mai 1989 in Auckland, Neuseeland) war eine neuseeländische römisch-katholische Nonne und Musik- und Gesangslehrerin.

## Frühes Leben
Kathleen Agnes Niccol wurde am 3. April 1895 als älteste Tochter der Eheleute Agnes Theresa Cannell und des Schifffahrtsangestellten Henry Malcolm Niccol im Stadtteil Devonport der Stadt Auckland geboren. Ihr Vater entstammte einer bekannten Familie in Devonport. Von ihrer Mutter erbte sie den katholischen Glauben und das musikalische Talent. Als Kathleen acht Jahre alt war, erhielt sie ihren ersten Klavierunterricht, besuchte im schulfähigen Alter zunächst den St. Leo’s Convent der Sisters of Mercy (Schwestern der Barmherzigkeit), der sich in der Nähe des Hauses der Familie befand, und als die Familie im Jahr 1906 auf die Hafenseite der Stadt zog, besuchte sie die St. Joseph’s Convent School im Stadtteil Grey Lynn. Hier erhielt sie ihren Musikunterricht von Schwester Cecilia Cavalier von den Sisters of St Joseph of the Sacred Heart.

## Arbeit als Lehrerin
1912 startete Kathleen als eine Art Schülerlehrerin an der Richmond Road School in Grey Lynn und unterrichtete ab 1915 vier Jahre lang an der Onerahi School in der Nähe von Whangarei. Bei ihrem Abgang attestierte ihr der Schulleiter, eine besonders begabte Lehrerin zu sein. In der Nähe von Waipukurau arbeitete sie dann bei einer Familie als Gouvernante und wechselte noch einmal zu einer anderen Familie, wo sie eine kleine Privatschule in der Nähe betreiben konnte. In dieser Zeit nahm sie Tanzunterricht und organisierte entsprechende Auftritte.

## Tätigkeit als Nonne
Im Mai 1923 trat Kathleen im St. Mary’s Convent in Ponsonby in Auckland in den Orden Sisters of Mercy ein, legte 1929 ihr Gelübde ab und bekam den Namen Sister Mary Leo zugewiesen. Sie erhielt weiteren musikalischen Unterricht und erwarb 1925 das Licentiate of Trinity College London (LTCL) in Klavier und 1927 das Diplom für Gesang. Ab dem Jahr 1930 war sie im St. Mary’s College für den Bereich Musik zuständig. Sie entwickelte den Bereich in der Schule weiter, und 1949 konnte das St. Mary’s College School of Music, wie die Schule nun genannt wurde, mit mehreren Lehrern und 17 Unterrichts- und Übungsräumen die Schüler in Klavier, Violine, Cello und Theorie unterrichten. Sister Mary Leo nahm auch zunehmend private Gesangsschüler auf, in Klassenformation, aber auch einzeln. Der St. Mary’s Chor wurde schnell bekannt und ihre Gesangsschüler gewannen Preise bei lokalen Wettbewerben.
1950 belegte Mina Foley, eine ihrer Schülerinnen, den zweiten Platz der Melbourne Sun Aria, eines der renommiertesten Wettbewerbe Australiens in der Zeit. Auch den Wettbewerb der John Court Aria in Auckland kurz zuvor konnte ihre Schülerin für sich entscheiden. Damit war Sister Mary Leos Ruf als hervorragende Lehrerin in aller Munde. Begabte Schülerinnen wie Heather Begg, Kiri Te Kanawa und Malvina Major suchten Sister Mary Leo als Lehrerin in den 1950er Jahren auf. Zur gleichen Zeit wurden ihre Schülerinnen wie Elisabeth Hellawell, Mary O'Brien, Angela Shaw und Hannah Tatana durch Opernaufführungen in Neuseeland bekannt. In den 1950er und 1960er Jahren dominierten die Schülerinnen von Sister Mary Leo die John Court Aria Competition und gewannen von 1959 bis 1970 jeden Mobil Song Quest. Viele von ihnen erhielten später Verträge mit Opernhäusern in Übersee.
1960 wurde Sister Mary Leo in die Radiosendung This is New Zealand eingeladen, in der dreizehn prominente Neuseeländer zu Wort kamen. Sie besuchte gern Konzerte, unterstützte ihre Schülerinnen bei Wettbewerben und dirigierte 1967 zum ersten Mal öffentlich ihren Chor. 1972 unternahm sie eine Weltreise, auf der sie ihre ehemaligen Schülerinnen besuchte und sie in führenden Opernrollen singen hörte. Sie unterrichtete weiter bis ins hohe Alter, bis sie 1985 im Alter von 90 Jahren stürzte und sich einen Beckenbruch zuzog. Seitdem lebte sie im Krankenhaus Mater Misericordiae in Auckland und starb dort am 5. Mai 1989.

## Ehrungen
- 1963 – Member of the Most Excellent Order of the British Empire (MBE)[2]
- 1973 – Dame Commander of the Most Excellent Order of the British Empire (DBE)[3]